# ذي الحود (القفر)

تعديل مصدري - تعديل

ذي الحود هي إحدى قرى عزلة بني مسلم بمديرية القفر التابعة لمحافظة إب، بلغ تعداد سكانها 239 نسمة حسب تعداد اليمن لعام 2004.